# La Labor, Oaxaca
La Labor är en ort i Mexiko.   Den ligger i kommunen Asunción Nochixtlán och delstaten Oaxaca, i den sydöstra delen av landet, 300 km sydost om huvudstaden Mexico City. La Labor ligger 2 177 meter över havet och antalet invånare är 166.
Terrängen runt La Labor är kuperad åt nordost, men åt sydväst är den platt. Runt La Labor är det glesbefolkat, med 20 invånare per kvadratkilometer. Närmaste större samhälle är Asunción Nochixtlán, 2,5 km sydväst om La Labor. Trakten runt La Labor består i huvudsak av gräsmarker.